# Antonio II Moncada
Antonio Moncada d'Aragona, conte di Caltanissetta (... – 1479), è stato un nobile e religioso italiano del XV secolo.

## Biografia
Figlio terzogenito di Matteo, conte di Caltanissetta e di Contissella d'Aragona Embriaco dei signori di Cammarata, nel 1421 intraprese la vita religiosa e divenne frate dell'Ordine di San Domenico.
Morti senza eredi legittimi i fratelli maggiori Guglielmo Raimondo († 1465) e Gastone († 1455), dovette abbandonare l'abito religioso, ed ottenuta la secolarizzazione il 14 novembre 1466, fu investito della Contea di Caltanissetta, succedendo così a Guglielmo Raimondo.
Sposò la catalana Estefania di Esfar, figlia del Barone di Monteforte, da cui ebbe un'unica figlia, Contissella, che lo stesso Conte di Caltanissetta diede in sposa a Guglielmo Raimondo Moncada Ventimiglia, figlio di Giovanni Tommaso, conte di Adernò, allo scopo di evitare una lite di successione che si sarebbe delineata al momento della sua morte.
Morì nel 1479, e con lui si estinse la linea dei conti di Caltanissetta che confluì perciò in quella collaterale dei conti di Adernò.